# Швец, Йозеф Йиржи
Йозеф Йиржи (Георгий) Швец (чеш. Josef Jiří Švec; 19 июля 1883, Ченков, Австро-Венгрия — 25 октября 1918, Аксаково, РСФСР) — чехословацкий военачальник, полковник Чехословацкого корпуса в Русской императорской армии.

## Биография
Родился в деревне Ченков под Тршештью. Окончил начальную школу в Тршешти, а затем поступил в гимназию в Пельгржимове. После окончания гимназии он окончил учительский институт в Собеславе, где сдал дополнительный экзамен на учителя физкультуры. После этого он восемь лет преподавал в городской школе в Тршебиче, где он был одним из пропагандистов Сокольского движения наряду с Яном Сыровым и Яном Махалом.
В 1911 году тршебичская фракция "соколов" отправила его в Россию для распространения их идей. Там он работал преподавателем гимнастики в экономическом лицее в Екатеринодаре на Северном Кавказе. Из-за слабого здоровья он был вынужден уехать на Черноморское побережье в город Геленджик, где его застало известие о Сараевском убийстве и самом начале войны.
После начала войны он  добровольцем в Чешскую дружину. Начал службу командиром 1-го взвода, где занимался разведкой. Во время боёв под Бережницой он принял православие и был крещен под именем Георгий. Многие легионеры последовали его примеру и так же приняли православие, в основном по политическим причинам.
Наибольшую известность он приобрел как командир восьмой роты 1-го стрелкового полка. 19 июня 1917 года храбро сражался со своей ротой в Зборовском сражении. После сражения за проявленный героизм он был повышен до лейтенанта и был назначен командиром 3-го батальона 1-го полка.
После Октябрьской революции встал на сторону Белого движения, и участвовал в Казанской, Пензенской и в Сызрань-Самарской операциях, а также в боях под Липягами.
В августе 1918 года он был произведен в полковники, а в середине октября стал командиром  1-й дивизии. После того как 24 октября 1918 года на станции Аксаково его подчиненные под влиянием коммунистического агитатора Яна Водички ослушались его и отказались выполнить приказ оттеснить большевиков с линии Бузулук-Бугульма, он в 3 часа ночи 25 октября 1918 года устроил массовую расправу.
Швец покончил жизнь самоубийством, застрелившись в штабном вагоне, и оставил предсмертную записку. Смерть полковника Швеца потрясла чехословацких солдат, которые в итоге выполнили его приказ.
Он был похоронен в Челябинске 28 октября 1918 г. В 1933 году во время ликвидации кладбища, на месте которого сегодня находится жилой район, советское правительство удалось убедить выдать останки полковника Швеца Чехословакии. Останки были эксгумированы и вместе с останками полковника Карела Вашатко перенесены к Национальному памятнику на Виткове. На похоронах присутствовало двадцать тысяч человек. Во время нацистской оккупации по приказу гестапо останки были окончательно помещены в семейную усыпальницу в Тршешти.

## Память
- Йозефу Йиржи Швецу был установлен бронзовый памятник в Праге, который в годы оккупации был демонтирован нацистами и переплавлен.
- Другие памятники были установлены в Тршебиче, Ческе-Будеёвице, Йиндржихув-Градце.
- Мемориальные доски полковнику Швецу установлены в его родном Ченкове[6] и в Пельгржимове на здании нынешнего индустриального техникума, бывшего ранее гимназией. На этой мемориальной доске есть надпись «Он умер, чтобы победить».